# 格尔德·舍恩菲尔德
格尔德·舍恩菲尔德（德語：Gerd Schönfelder，1970年9月2日—），德国男子高山滑雪运动员。他曾代表德国参加1992年、1994年、1998年、2002年、2006年和2010年冬季残疾人奥林匹克运动会高山滑雪比赛，获得十六枚金牌、四枚银牌和二枚铜牌。